# Berberis osmastonii
Berberis osmastonii är en berberisväxtart som beskrevs av Stephen Troyte Dunn. Berberis osmastonii ingår i släktet berberisar, och familjen berberisväxter. Inga underarter finns listade i Catalogue of Life.